# سكوت س. دونيلي
سكوت س. دونيلي (بالإنجليزية: Scott C. Donnelly)‏ هو رائد أعمال وكبير الإداريين التنفيذيين أمريكي، ولد في 31 يناير 1962.